# اتحاد نظامی

اتحادهای نظامی اروپا پیش از جنگ جهانی اول – تفاهم مثلث و اتحاد سه‌گانه

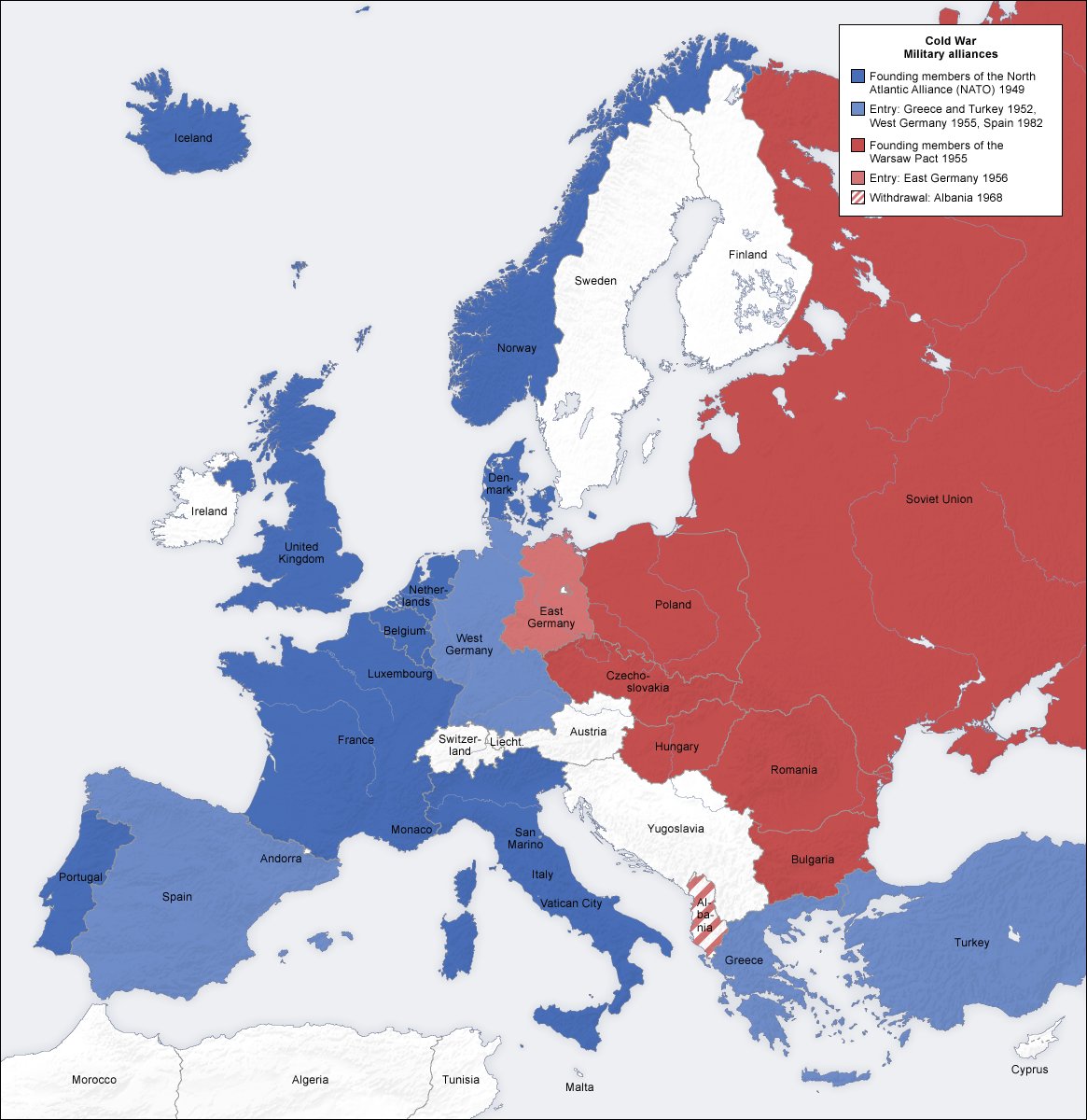
دو اتحاد نظامی (ناتو و پیمان ورشو) در اروپا در طول جنگ سرد

اتحاد نظامی یک توافق بین‌المللی در مورد امنیت ملی است که طرفین معاهده بر حفاظت و پشتیبانی متقابل در برابر بحران‌های پیش‌بینی نشده متعهد می‌شوند. اتحادهای نظامی با ائتلاف تفاوت دارند. ائتلاف‌ها در برابر بحران‌های شناخته شده شکل می‌گیرند.
اتحادهای نظامی به انواع پیمان دفاعی، معاهدات عدم تجاوز و تفاهم‌ها دسته‌بندی می‌شوند.

## یادداشت
1. ↑  Bergsmann, Stefan (2001). "The Concept of Military Alliance" (PDF). Small States and Alliances. pp. 25–37. ISBN 978-3-7908-2492-6.
2. ↑  Krause, Volker; Singer, J. David (2001). "Minor Powers, Alliances, And Armed Conflict: Some Preliminary Patterns" (PDF). Small States and Alliances. pp. 15–23. ISBN 978-3-7908-2492-6. (شابک ‎۹۷۸−۳−۶۶۲−۱۳۰۰۰−۱ (Online)